# Горбач, Павел Андреевич
Павел Андреевич Горбач (бел. Павел Андрэевіч Горбач; род. 13 марта 2000, Гродно) — белорусский футболист, нападающий клуба «Сморгонь».

## Клубная карьера
Воспитанник футбольного клуба «Минск». Выступал за различные юношеские команды клуба. С 2016 года начал выступать за дубль команды в первенстве дублёров. 6 мая 2017 года дебютировал в составе основной команды «Минска» в матче чемпионата Беларуси со «Слуцком». Горбач появился на поле на 73-й минуте, выйдя вместо Ивана Бахара. После этого продолжил выступать за дубль, периодически принимая участие в играх Высшей лиги.
Осенью 2018 и 2019 года принимал участие в Юношеской лиге УЕФА. Дебютировал в турнире 3 октября в первом матче первого раунда пути национальных чемпионов против венгерского клуба «Иллеш Академия». В первой игре следующего раунда с греческим ПАОК забил единственный гол.
В мае 2022 года стал игроком клуба из Первой Лиги «Сморгонь». В мае 2023 года футболист продлил контракт с клубом.

## Карьера в сборных
В 2016—2017 годах выступал за юношескую сборную Беларуси в квалификации чемпионата Европы.
В октябре 2017 и 2018 годов играл за юниорскую сборную Беларуси в отборочном раунде чемпионата Европы.

## Клубная статистика
| Выступление      | Выступление      | Выступление      | Лига | Лига | Кубки | Кубки | Конт. кубки | Конт. кубки | Итого | Итого |
| Клуб             | Лига             | Сезон            | Игры | Голы | Игры  | Голы  | Игры        | Голы        | Игры  | Голы  |
| ---------------- | ---------------- | ---------------- | ---- | ---- | ----- | ----- | ----------- | ----------- | ----- | ----- |
| Минск            | Высшая лига      | 2017             | 4    | 0    | 0     | 0     | 0           | 0           | 4     | 0     |
| Минск            | Высшая лига      | 2018             | 8    | 0    | 0     | 0     | 0           | 0           | 8     | 0     |
| Минск            | Высшая лига      | 2019             | 4    | 0    | 1     | 0     | 0           | 0           | 5     | 0     |
| Минск            | Высшая лига      | 2020             | 10   | 0    | 0     | 0     | 0           | 0           | 10    | 0     |
| Минск            | Итого            | Итого            | 26   | 0    | 1     | 0     | 0           | 0           | 27    | 0     |
| Всего за карьеру | Всего за карьеру | Всего за карьеру | 26   | 0    | 1     | 0     | 0           | 0           | 27    | 0     |